# Ford F-Series (onzième génération)
 (août 2021).
Cette page est une annexe de l'article « Ford F-Series ».
La onzième génération du Ford F-Series est une gamme de pick-ups légers fabriqués par le constructeur automobile américain Ford des années modèles 2004 à 2008. Entre les pick-ups Ford Ranger et Ford Super Duty (F-Series), la gamme de modèles comprend le pick-up Ford F-150. Pour la première fois (depuis plusieurs décennies), la carrosserie et le châssis avaient subi une refonte.
Présentant une version plus tranchante du style aérodynamique de la dixième génération, cette génération a adopté plusieurs éléments de conception des plus gros pick-ups Super Duty, y compris les vitres des portes avant à gradins (une caractéristique de conception qui reste en usage), la calandre à trois barres (également partagé avec le Ranger) et des rétroviseurs à grande largeur en option. Il s'agit de la dernière version du F-Series conçue avec la benne de style FlareSide.
Cette génération de F-150 a été commercialisée de 2005 à 2008 par Lincoln-Mercury sous le nom de Lincoln Mark LT (remplaçant le Blackwood); servant à nouveau de base pour les SUV full-size de Ford, le F-150 partage un certain degré de similitude mécanique avec le Ford Expedition et le Lincoln Navigator.
Pendant sa production, le F-Series de onzième génération a été assemblé par Ford dans plusieurs usines aux États-Unis, au Canada et au Mexique.

## Contexte
Conçu entre 1998 et janvier 2000 par Tyler Blake sous Patrick Schiavone, le style était une mise à jour révolutionnaire et plus angulaire du PN-96. Le 29 août 2000, la conception finale du modèle de production a été gelée. Le développement a commencé en 1997, avec une production prévue pour septembre 2002 aux côtés de l'Expedition U222. Le développement a pris fin plus tard en 2003 en raison de retards,.
Les vitres latérales ont été remplacées par une apparence "Daylight Door" de Kenworth également présent sur le Ford Super Duty; plongeant vers l'avant de la porte. La plupart des F-Series ont deux grands crochets de remorquage avant à "boucle fermée" (pas de crochets sur certains modèles 4x2) par opposition aux crochets ouverts conventionnels.

## Niveaux de finition
- XL inclus : Rembourrage en tissu, banquette, moteur V6 de 4,2 litres, transmission manuelle, rétroviseurs manuels, fenêtres manuelles, serrures manuelles, jantes en acier de 17", climatisation, une chaîne stéréo AM/FM avec horloge (une chaîne stéréo AM/FM avec lecteur monodisque dans le SuperCrew XL de 2008), revêtement de sol en vinyle noir, vitres arrière teintées, pare-chocs avant noir et calandre noire.
- STX ajoute : Pare-chocs couleur carrosserie, jantes en alliage d'aluminium coulé de 17", une chaîne stéréo AM/FM avec lecteur monodisque et horloge (avec une prise d'entrée auxiliaire en 2007, puis une capacité MP3 en 2008), accoudoir central pour les sièges avant avec bac de rangement et porte-gobelets, porte-gobelets à l'arrière (SuperCab et SuperCrew) et un contour de calandre couleur carrosserie.
- XLT ajoute : Pare-chocs avant et arrière chromés, calandre noire de style "nid d'abeille", entrée sans clé, rétroviseurs électriques, délai des accessoires d'alimentation, moquette avec tapis de sol de couleur assortie, tachymètre, contrôle de vitesse, vitres et serrures électriques avec vitre latérale du conducteur automatique et verrouillage automatique, boussole et affichage de la température extérieure, jantes en acier de 17" (roues à 7 crampons sur la finition de charge utile Heavy Duty), console au pavillon, vitres arrière teintées avec vitre d'intimité, volant de couleur assortie et phares automatiques.
- FX4 ajoute : Moteur V8 Triton de 5,4 L, décalcomanies FX4 Off Road, pare-chocs de couleur assortie, jantes alliage usinées de 17", volant gainé de cuir noir, tapis de sol Off Road en caoutchouc noir, essieu arrière à glissement limité, plaques de protection, phares antibrouillard, pare-chocs couleur carrosserie monotone et amortisseurs Off Road.
- Lariat ajoute : Pare-chocs beiges, peinture bicolore, rétroviseurs chauffants avec clignotants, jantes alliage 18", miroirs de pare-soleil éclairés, contrôle automatique de la température, dégivreur de lunette arrière, tapis de sol en moquette, centre de messagerie, volant gainé de cuir de couleur assortie avec commandes audio et de climatisation, siège conducteur à réglage électrique, sièges garnis de cuir et rétroviseur à atténuation automatique.

## Groupe motopropulseur
Initialement, seules les moteurs Triton de 4,6 L avec transmissions automatiques 4R70E de Ford à quatre vitesses ou les nouveaux moteurs V8 Triton de 5,4 L à 3 soupapes avec transmissions automatiques 4R75E à quatre vitesses étaient proposés au grand public dans les nouveaux pick-ups. Pour l'année modèle 2005, le V6 Essex de 4,2 L et la transmission manuelle de Ford sont devenus disponibles et de série dans les modèles de base après qu'ils n'aient étaient uniquement disponibles pour les commandes des flottes en 2004 et que les phares automatiques soient devenus disponibles. Le F-150 de 11e génération est le dernier véhicule de Ford fabriqué avec un moteur essence V6 à poussoir.
| Moteur      | Années    | Puissance                     | Couple                 |
| ----------- | --------- | ----------------------------- | ---------------------- |
| V6 de 4,2 L | 2005–2008 | 210ch (157 kW) à 4 350 tr/min | 353 N⋅m à 3 750 tr/min |
| V8 de 4,6 L | 2004–2006 | 231ch (172 kW) à 4 750 tr/min | 397 N⋅m à 3 500 tr/min |
| V8 de 4,6 L | 2007–2008 | 248ch (185 kW) à 4 750 tr/min | 399 N⋅m à 4 000 tr/min |
| V8 de 5,4 L | 2004–2008 | 300ch (224 kW) à 5 000 tr/min | 495 N⋅m à 3 750 tr/min |

## Mises à jour et éditions

### 2006
Pour l'année modèle 2006, commençant en décembre 2005, une version flex-fuel du V8 Triton de 5,4 L à 3 soupapes est devenue disponible, et le modèle SuperCrew a été rendu disponible avec la benne de 6,5'. Également pour l'année modèle 2006, un pare-chocs avant mis à jour avec des phares antibrouillard circulaires et un évent de pare-chocs plus petit distinguaient les modèles de 2006-2008 du F-150 de 2004-2005. D'autres mises à jour comprenaient des sièges avant améliorés avec des renforts latéraux plus favorables et de nouvelles roues de 20 pouces disponibles pour les FX4, Lariat et King Ranch. Un système de navigation est devenu une option pour la première fois, proposé dans le Lariat et le King Ranch, ainsi que dans la toute nouvelle finition Harley Davidson. Ne laissant pas le XLT inaperçu, Ford a offert une finition XLT Chrome, également connue sous le nom de XTR au Canada, ainsi qu'une finition Lariat Chrome. La radio satellite SIRIUS est devenue disponible dans toutes les versions, à l'exception du XL. Le FX4 est devenu plus haut de gamme avec la finition Luxury, ce qui en fait presque une alternative au Lariat. Une édition spéciale Harley-Davidson a été proposée en 2006, étant disponible en deux ou quatre roues motrices, et uniquement en SuperCab. D'autres améliorations du rafraîchissement de mi-cycle comprenaient des marchepieds de cinq pouces, une assistance à la traction sur les modèles 4x2 avec moteur V8 et une toute nouvelle peinture "Smokestone Clearcoat Metallic" uniquement sur Lariat.

### 2007
En 2007, Ford a introduit un complément au modèle FX4 existant, la nouvelle finition FX2 Sport (un pick-up à 2 roues motrices avec une finition d'apparence). Le SuperCrew était également proposé avec la finition Harley-Davidson. Ford déclare qu'un F-150 de 2007 correctement équipé (simple cabine ou SuperCab 4x2 avec benne de 8') peut remorquer jusqu'à 11 000 livres (5 000 kg) maximum et avoir une charge utile maximale de 1 800 à 3 050 livres.

### 2008
En 2008, une finition 60th Anniversary est devenue disponible pour célébrer les 60 ans du Ford F-Series. C'était aussi la dernière année pour cette génération

### S331
Saleen propose sa propre version d'origine du F-150, baptisé S331. De plus, Roush propose une version du marché secondaire avec une puissance similaire. À partir de la seconde moitié de l'année modèle 2007, Ford a proposé la finition Saleen à induction forcée sur l'édition Harley en tant qu'option d'origine.

### F-150 Foose Edition
Le F-150 Foose Edition a fait ses débuts à l'automne 2007 en tant que modèle de 2008. Basé sur un F-150 FX2 Sport, il utilise un groupe motopropulseur développé par Roush. Le V8 suralimenté de 5,4 L développe 450 ch (340 kW) et 680 N⋅m de couple.

## Sécurité
Le F-150 a obtenu les meilleures cotes de sécurité (5 étoiles) dans les collisions frontales de la National Highway Traffic Safety Administration (NHTSA) des États-Unis, et a non seulement obtenu une cote «Bien» pour le test de collision frontale avec décalage de l'Insurance Institute for Highway Safety, mais également le prix Meilleur choix. Les capteurs des mannequins n'ont enregistré aucune blessure dans aucune région du corps.

## Récompenses, réalisations commerciales
Le nouveau F-150 a remporté le prix du pick-up nord-américain de l'année en 2004 et a été le pick-up de l'année du magazine Motor Trend en 2004. Il a également battu le Chevrolet Silverado à trois reprises dans la catégorie Meilleur pick-up du magazine Car and Driver en 2004 et 2005. Le Ford F-Series a également remporté le prix du pick-up de l'année 2012 par Motor Trend. De plus, plus de 939 000 pick-ups F-Series ont été vendus en 2005, un record de ventes en une seule année pour les pick-ups[réf. nécessaire].
En tant que véhicule de flottes populaire, cette génération de F-Series a remporté de nombreux prix de la part des professionnels de la gestion des flottes. Le F-150 de 2006 a été nommé pick-up de flottes de l'année par les magazines Automotive Fleet et Business Fleet, et les modèles F-150, F-250 et F-350 de 2007 ont été élus véhicules au meilleur rapport qualité-prix de leurs catégories respectives par la société d'analyse de données automobiles Vincentric. Gagnant du Golden Icon Award 2006-2007 (présenté par Travolta Family Entertainment) pour le "Meilleur pick-up".

## Galerie

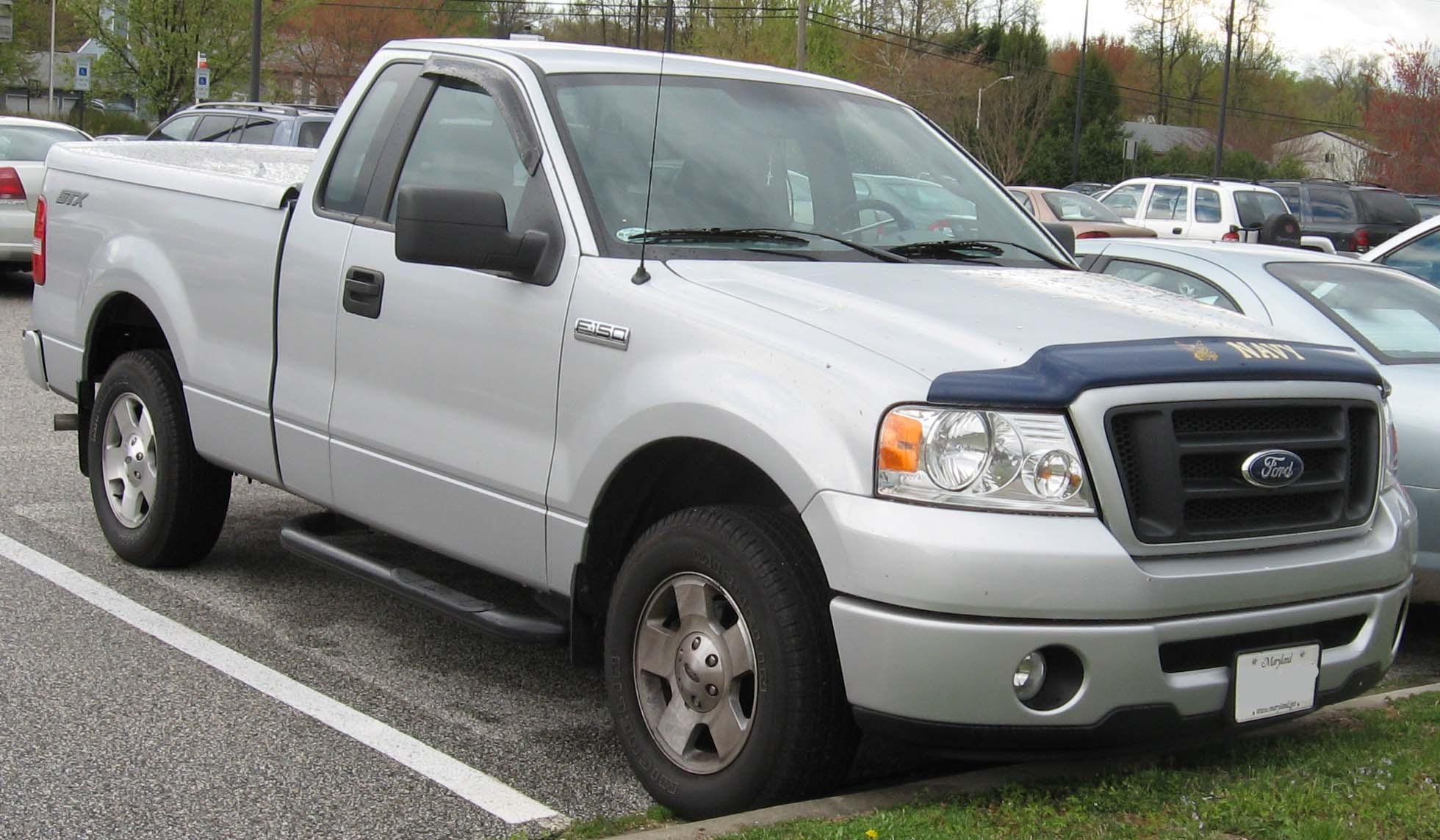
Ford F-150 simple cabine
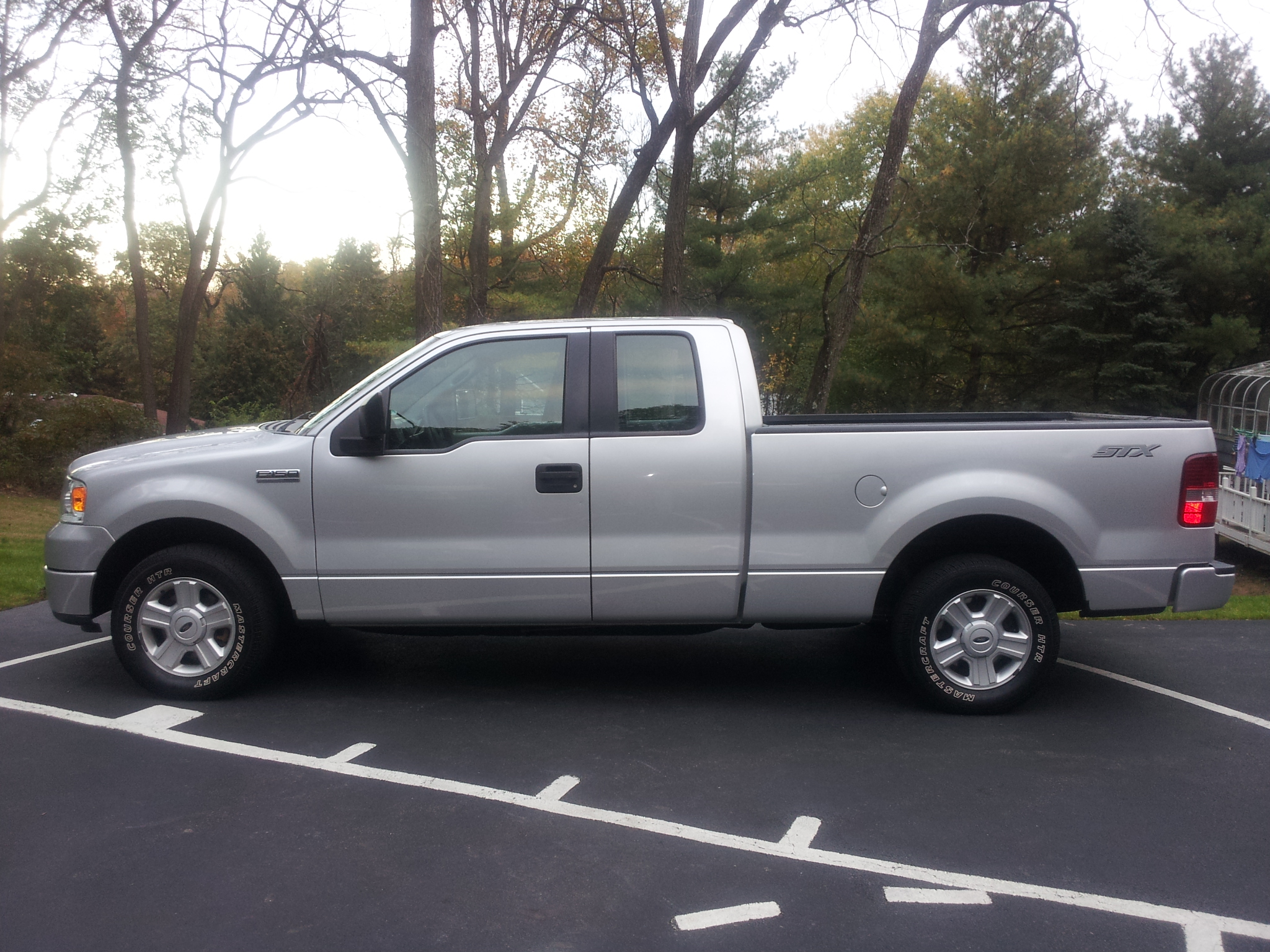
F-150 SuperCab STX de 2005
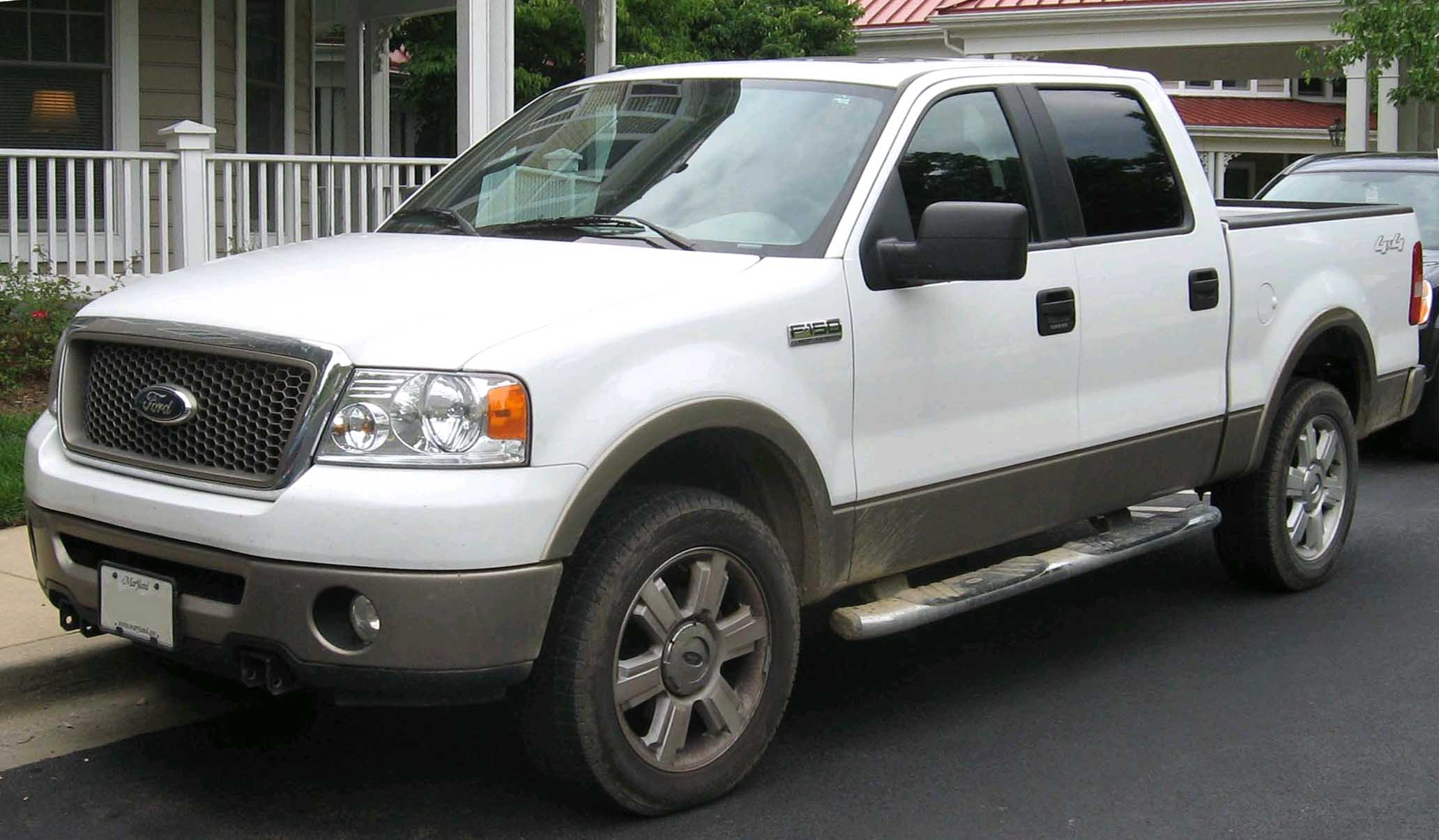
Ford F-150 SuperCrew Lariat
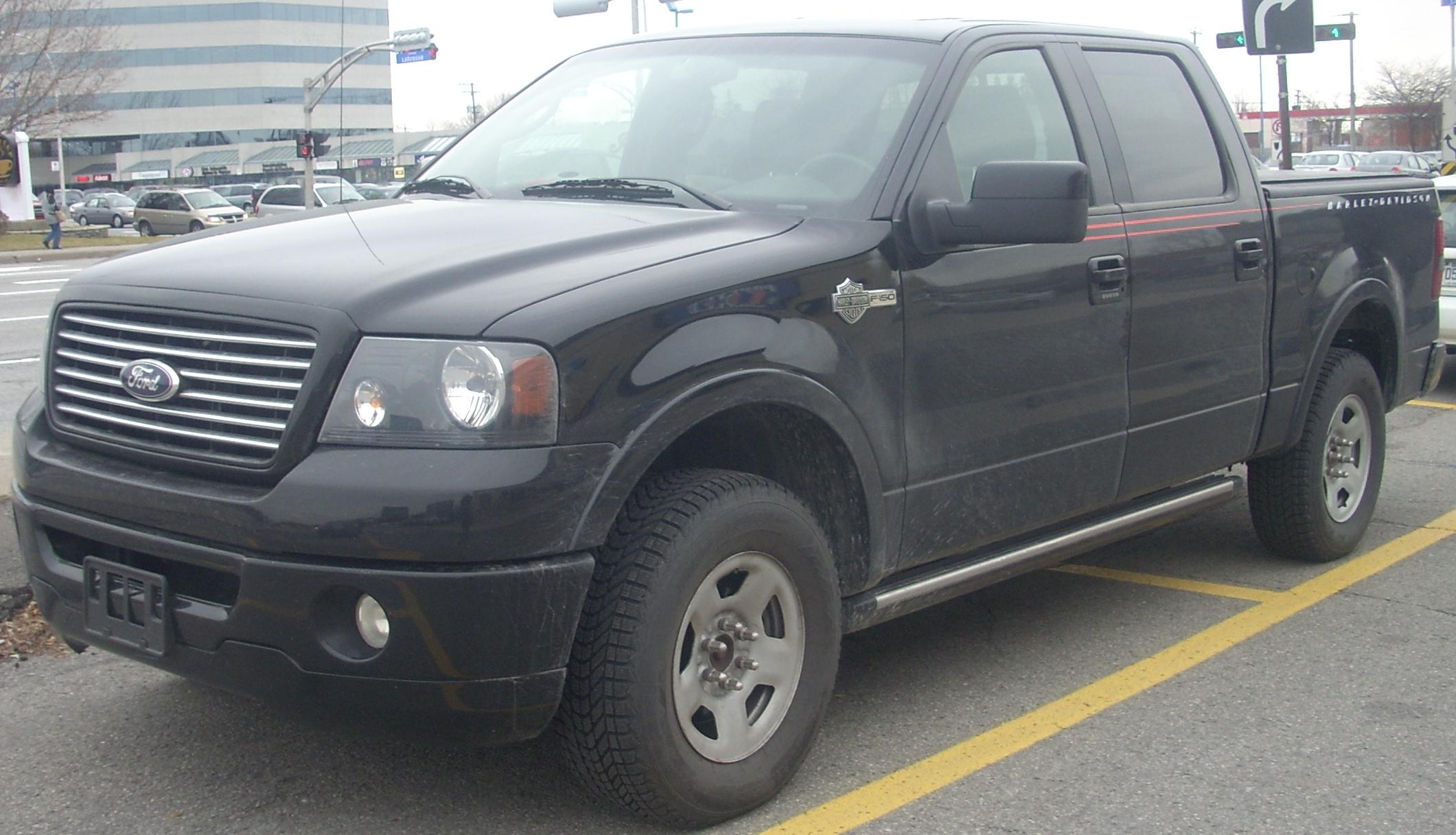
F-150 SuperCrew Harley Davidson de 2007-2008
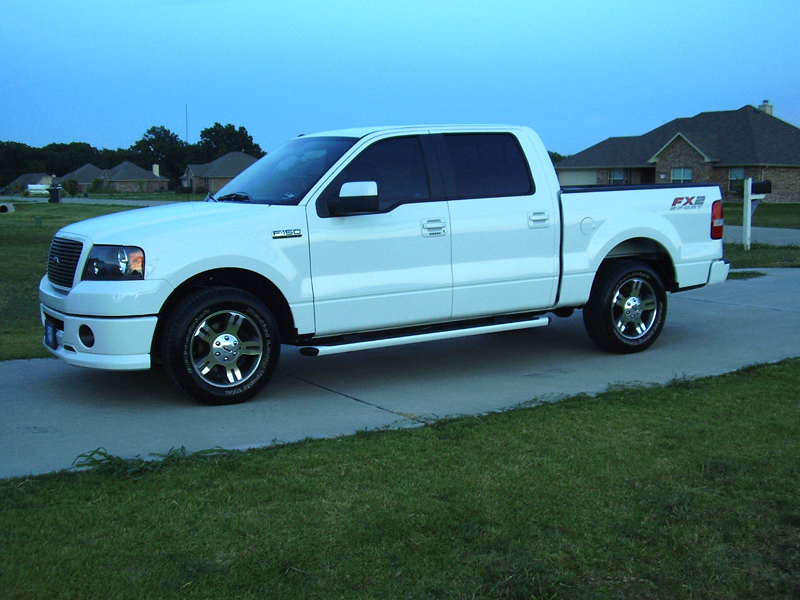
F-150 SuperCrew FX2 de 2008
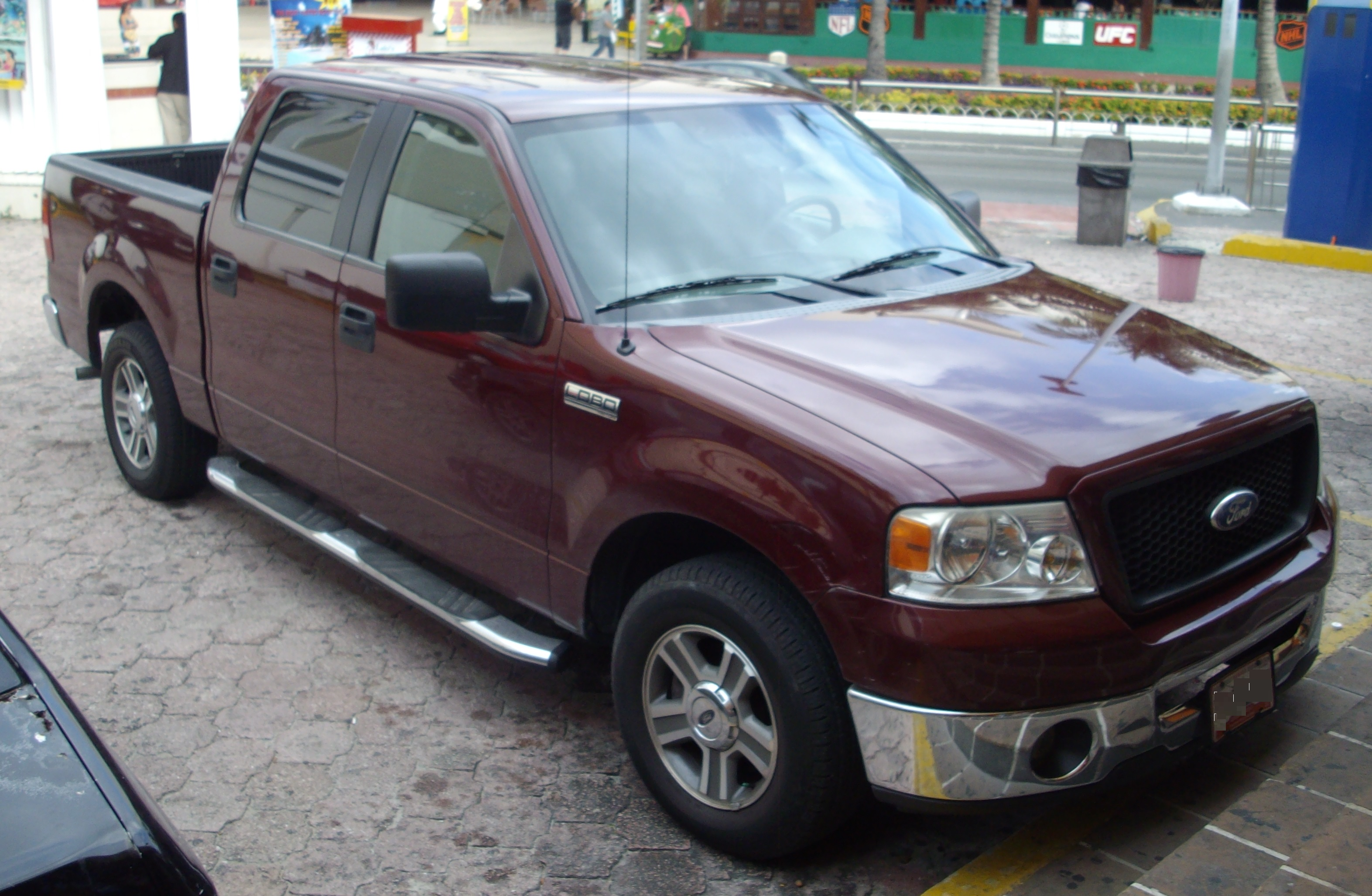
Ford Lobo Crew Cab
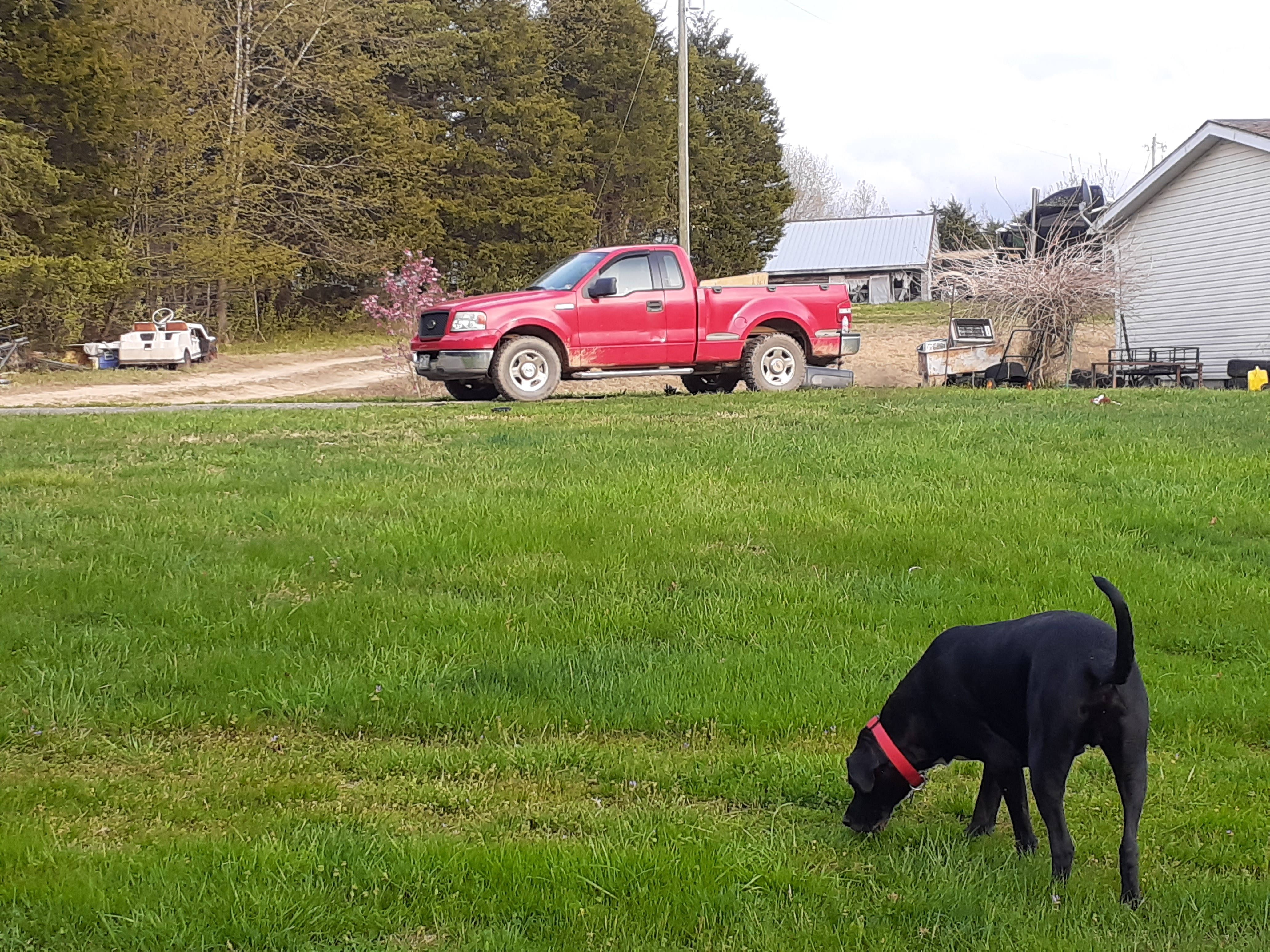
F150 simple cabine Flareside XLT de 2004

## F-250/F-350
Les Ford F-250 et F-350 Super Duty (sur la plate-forme P3) sont d'une catégorie différente (poids nominal brut du véhicule supérieur à 8 500 livres (3 900 kg) que la gamme standard du F-Series, bien qu'il s'agisse toujours de pick-ups F-Series.